# 김이설
김이설(金異設, 1975년~)은 대한민국의 소설가이다. 2006년의 서울신문 신춘문예에 단편소설 《열세 살》로 등단했으며, 제1회 황순원신진문학상, 제3회 젊은작가상 등을 수상했다.